# Гушуляк, Михаил
Михаил Гушуляк (рум. Mihail Gușuleac; 12 октября 1887 — 11 сентября 1960) — румынский ботаник.

## Биография
Михаил Гушуляк родился в селе Лукавцы (ныне расположено на Украине) 12 октября 1887 года.
Гушуляк был членом Румынской академии.
Умер в Бухаресте 11 сентября 1960 года.

## Научная деятельность
Михаил Гушуляк специализировался на семенных растениях.